# Домослав (Мазовецьке воєводство)
Домослав (пол. Domosław) — село в Польщі, у гміні Вінниця Пултуського повіту Мазовецького воєводства.
Населення — 192 особи (2011).
У 1975—1998 роках село належало до Цехановського воєводства.

## Демографія
Демографічна структура станом на 31 березня 2011 року:
|          | Загалом | Допрацездатний вік | Працездатний вік | Постпрацездатний вік |
| -------- | ------- | ------------------ | ---------------- | -------------------- |
| Чоловіки | 105     | 25                 | 70               | 10                   |
| Жінки    | 87      | 13                 | 52               | 22                   |
| Разом    | 192     | 38                 | 122              | 32                   |